# ししとう (バンド)
ししとうは日本のロックバンド。レコード会社はマーベラスエンターテイメントだったが、現在はインディーズレーベルでの活動となっている。

## 概要
2004年11月、大学のサークルをきっかけにバンドを結成。バンド名はシシトウガラシから付けられた。
関東近郊を中心にライブを行ないながら、学園祭や自主企画イベントなども開催。2006年に開催された「Fender 60th Anniversary Event“DIAMOND CAP”」では埼玉大会予選を1位通過し、渋谷O-EASTでの本選ステージに立った。
2007年3月28日に、ミニアルバム「グリーンモンスター」でインディーズデビュー。
2009年4月22日、ミニアルバム「Capsaicin」でメジャーデビュー。SHŌGUNの代表曲「男達のメロディー」をカバーし、テレビ東京のテレビドラマ『俺たちは天使だ! NO ANGEL NO LUCK』のエンディングテーマ曲となった。
2010年9月、所属事務所の解散に伴いSRプロモーションからジェイロックへ移籍。2011年9月、ジェイロックからの離籍を発表。ただし、斉藤ゆうすけのソロ活動については、引き続きジェイロック所属で行う。

## メンバー
- 斉藤ゆうすけ（さいとう ゆうすけ、ヴォーカル、12月8日生まれ、新潟県出身）
- 堀井健季（ほりい たけとし、ギター、7月31日生まれ、秋田県出身）
- 須藤真吾（すどう しんご、ベース、6月12日生まれ、岩手県出身）
- 久保タツル（くぼ たつる、ドラム、3月31日生まれ、鹿児島県出身）

## ディスコグラフィー

### シングル
- VSジーザス（2008年4月9日、ELEVEN RECORDS）
- 男達のメロディー（2009年8月26日、ランティス）
  - テレビ東京テレビドラマ『俺たちは天使だ! NO ANGEL NO LUCK』エンディングテーマ曲

### 配信シングル
- ダンデライオン（2011年4月20日、無料配信）
- HIGHWAY4410（2011年6月22日）
- 美しい世界（2011年7月27日）
- ハイヨー人生（2011年8月31日）
- みんな一緒の歌（2011年9月28日）

### アルバム
- LIVE&PEACE（2012年1月25日）※ライブ会場・通販のみの販売

### ミニアルバム
- グリーンモンスター（2007年3月28日、ELEVEN RECORDS）
  - グローリー：毎日放送『mm-TV』2007年4月度エンディングテーマ曲
- Capsaicin（2009年4月22日、マーベラスエンターテイメント）
- メロディを鳴らせ（2013年2月9日、Green Pepper Records）

### 参加作品
- BigCheese BATTLE COMPILATION（2007年3月14日、Cat Fish Records）
  - M-13「コバルトブルーオーシャン」、M-14「青年の春」